# Edison (cráter)
Edison es un cráter de impacto situado en la cara oculta de la Luna. Se encuentra justo detrás de la extremidad norte-noreste de la Luna, una región que a veces se puede observar desde la Tierra durante las libraciones favorables. Sin embargo, incluso en esos momentos no se pueden apreciar sus detalles, por lo que la mayor parte de los datos disponibles proceden de fotografías tomadas en órbita desde naves espaciales.
|  |

El cráter Edison está unido al borde exterior sudeste del cráter Lomonosov, al este de la llanura amurallada del cráter Joliot. El cráter satélite Edison T a su vez está unido al borde occidental de Edison y al borde este de Joliot. Al sur de Edison se halla el cráter Dziewulski, y hacia el este aparece Artamonov.
El borde exterior de Edison está algo erosionado, con dos pequeños cráteres en el lado sur del brocal, y con las rampas exteriores de Lomonosov invadiendo ligeramente su interior. La sección más intacta del borde se sitúa en el lado oriental. El suelo interior es relativamente llano, sobre todo en la mitad sur, con un pequeño cráter cerca de la pared interior occidental. La plataforma interior muestra en su superficie manchas oscuras y rayas de mayor albedo pertenecientes al sistema de marcas radiales del cráter Giordano Bruno, situado hacia el norte-noroeste. Sin embargo, su tono no es tan oscuro como el del suelo de Lomonosov.

## Cráteres satélite

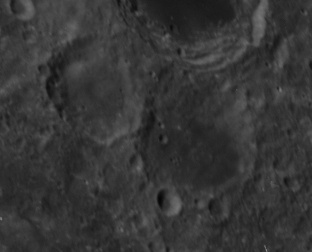
Fotografía de la misión Apolo 14

Por convención estos elementos son identificados en los mapas lunares poniendo la letra en el lado del punto medio del cráter que está más cerca de Edison.
|        | \| Edison \| Coordenadas \| Diámetro \| \| ------ \| ---------------------------- \| -------- \| \| T \| 24°42′N 97°06′E / 24.7, 97.1 \| 48 km \| |          |
| Edison | Coordenadas | Diámetro |
| T      | 24°42′N 97°06′E / 24.7, 97.1 | 48 km    |